# Viktor Jensen
Viktor Þór William Jensen (ur. 30 grudnia 1987 w Hammersmith) – islandzko-brytyjski kierowca wyścigowy.

## Kariera
Jensen rozpoczął karierę w międzynarodowych wyścigach samochodowych w 2004 roku od startów w Formule Palmer Audi. Z dorobkiem 86 punktów uplasował się na czternastej pozycji w klasyfikacji generalnej. W tym samym roku w Autumn Trophy stawał czterokrotnie na podium, w tym raz na jego najwyższym stopniu. Uzbierane 98 punktów dało mu trzecie miejsce. Dwa lata później był wicemistrzem Formuły Palmer Audi. W latach 2007-2008 Islandczyk pojawiał się także w stawce Brytyjskiej Formuły 3. W pierwszym sezonie startów w klasie narodowej odniósł jedno zwycięstwo i pięciokrotnie stawał na podium. Został sklasyfikowany na szóstej pozycji. Rok później w międzynarodowych mistrzostwach był dziewiętnasty.